# Lac Marra Deriba
Le lac Marra Deriba est un lac de cratère au point culminant du Djebel Marra, soit une élévation de 3 042 m. Il est situé au Darfour, dans l'ouest du Soudan. Il mesure entre 5 km et 8 km de diamètre et se serait formé il y a environ 3 500 ans.

## Hydrographie

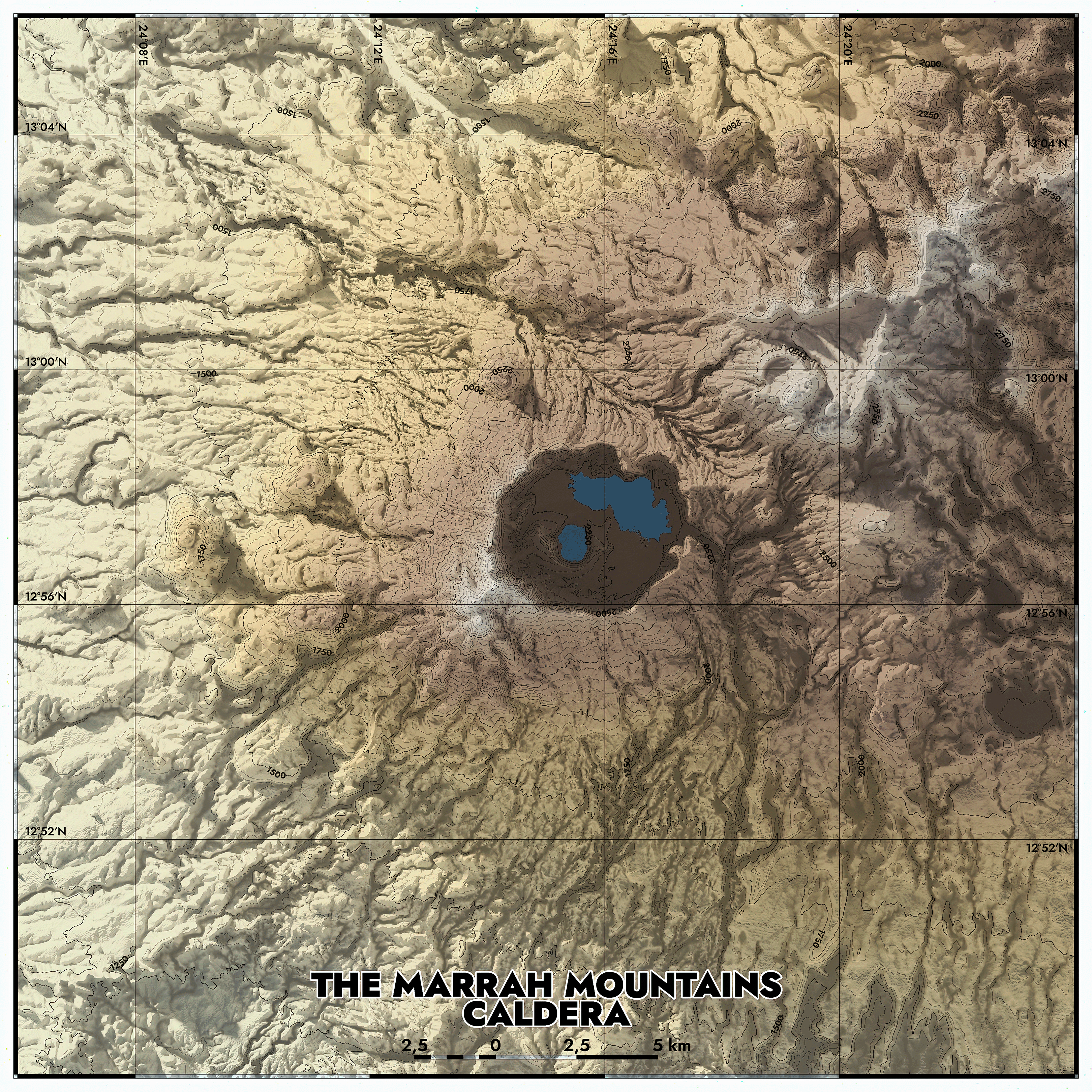
Carte du djebel Marra

Les notes de 1918 de H.F.C. Hobbs sur les lacs du Jebel Marra indiquent que les deux lacs de Deriba (les deux seuls de Marra à sa connaissance) étaient situés à une altitude de 1 700 pieds au-dessus du niveau de la mer. Ils occupaient une formation en forme d'amphithéâtre, d'environ 3 à 4 miles de diamètre, formée par une série circulaire (ou légèrement ovale) d'élévations en pente raide, allant d'environ 800 à 2000 pieds au-dessus de la surface.
Le lac salé, appelé "femelle" par les indigènes, était le plus grand des deux et occupait l'angle nord-est de l'amphithéâtre. Il mesurait environ 1950 yards de long, 1350 de large et environ 3 miles de circonférence. L'eau de ce lac était très salée, sale, verdâtre et d'une odeur âcre et désagréable. Un dépôt considérable de sel marquait la ligne des hautes eaux et, sauf à l'extrémité nord, les rives s'inclinaient graduellement en une boue molle, suintante et à l'odeur forte. Hobbs n'a pas effectué de sondages par manque de temps, mais il en a déduit que le lac n'était probablement pas très profond, sauf peut-être à son extrémité nord. Il a effectué une traversée complète au compas prismatique, en marchant sur les distances, avec une petite erreur de fermeture, ce qui a donné des résultats relativement précis.
Le second lac, appelé "le mâle", se trouvait à environ 500 mètres au sud du lac salé et contenait plus ou moins d'eau douce. Il mesurait environ 1 550 mètres de long, 900 mètres de large, avec une circonférence d'environ 1 000 mètres, et formait le centre d'un grand cratère, sans aucun doute d'origine volcanique. Les côtés du cratère s'élevaient presque perpendiculairement hors de l'eau, atteignant une hauteur d'environ 400 à 700 pieds, sauf du côté nord, où le bord du cratère était considérablement plus bas, ce qui permettait une pente plus graduelle vers l'eau. L'eau de ce lac, comme celle du lac salé, était verdâtre, propre, claire et avait une légère odeur de soufre. Un échantillon prélevé pour analyse s'est brisé en même temps que la dernière bouteille de whisky.
N'ayant pas le temps de prendre des sondes ou de faire une traversée complète du deuxième lac, Hobbs s'est fié à un compas prismatique et à un télémètre de poche pour mesurer la plupart des distances. Ces chiffres sont considérés comme approximatifs. Le lac était considéré avec superstition et crainte par les habitants du Jebel Marra, qui croyaient en ses propriétés mystiques. Peu d'autochtones l'ont visité, mais il était considéré comme hanté, comme un oracle auquel on posait des questions et dont les réponses étaient déduites des couleurs que prenait l'eau à certains moments.
Les notes décrivent également l'ascension du pic sud-ouest par Hobbs le 13 mars 1918. Malgré les affirmations initiales des indigènes selon lesquelles il n'y avait pas de sentier, des guides furent finalement engagés pour conduire l'expédition sur un sentier bien tracé dans la partie la plus difficile de l'ascension. L'ascension depuis le niveau du lac a duré 4,5 heures, la montée sur les crêtes entourant les lacs étant presque précipitée. Le sommet a révélé deux autres pics, à environ 1 mile et 4 miles respectivement, 50 et 100 pieds plus haut que celui qu'ils étaient en train d'escalader. Un autre pic, situé à environ 20 miles, avec une lecture magnétique de 540, était probablement le plus haut. Le sommet escaladé était le plus proéminent à l'extrémité sud-ouest de la montagne et les habitants l'appelaient le Jebel Marra "original". En raison des limites du baromètre anéroïde, qui ne pouvait enregistrer que jusqu'à 5000 pieds, Hobbs n'a pas pu déterminer la hauteur du sommet qu'il avait atteint. Cependant, il estima à l'œil que le sommet se trouvait au moins à 2000 pieds au-dessus des lacs, ce qui le situait à environ 6800 pieds au-dessus du niveau de la mer.
Depuis la première exploration par Hobbs et Gillan en 1918 (Gillan 1918, Hobbs 1918), le Jebel Marra a été visité par de nombreux géologues, botanistes et zoologistes.En 1964, une expédition a effectué la première étude biologique des cours d'eau et des deux lacs Deriba. L'importance hydrobiologique du Djebel Marra découle de l'isolement de ces eaux près du centre géographique du continent africain, associé aux différences chimiques connues entre les divers cours d'eau et lacs (Hunting Technical Services, 1958). 
Au cours de l'expédition de cinq semaines, plusieurs centaines d'échantillons ont été prélevés sur divers sites, notamment des cours d'eau, des cascades, des mares, des roches humides et les deux lacs salins du cratère. Des analyses chimiques ont été effectuées sur le terrain et d'autres déterminations ont été faites sur des échantillons transportés à l'Université de Khartoum. L'équipe a également réalisé la première étude bathymétrique des deux lacs. L'étude bathymétrique des lacs Dariba a impliqué l'utilisation d'un échosondeur calibré et d'un canot pneumatique pour les transects, marquant la première utilisation d'un bateau dans ces eaux. En particulier, le plus grand lac s'est avéré peu profond, avec une profondeur maximale de 11,6 mètres, tandis que le plus petit lac présentait des caractéristiques uniques, notamment un entonnoir conique.
Des recherches plus approfondies, y compris des vérifications de la profondeur à l'aide de diverses méthodes, ont révélé des preuves d'élévations importantes du niveau de l'eau dans les deux lacs à une époque relativement récente. Des preuves évidentes des anciens niveaux de plage suggèrent des hausses abruptes, probablement causées par d'importants glissements de terrain sur les parois intérieures instables du cratère. Des arbres morts et la comparaison avec des cartes et des photographies historiques ont révélé des changements dans les dimensions et les niveaux des lacs au fil du temps. L'étude conclut en suggérant une augmentation constante du niveau du grand lac due à l'afflux de sédiments, ce qui pourrait conduire à sa disparition.
En résumé, les expéditions ont fourni des informations importantes sur les aspects hydrobiologiques du Jebel Marra, mettant en lumière les écosystèmes aquatiques jusqu'alors inexplorés de la région.